# قدم زدن در خیابان‌های مسکو
قدم زدن در خیابان‌های مسکو (به روسی: Я шагаю по Москве، ترجمه Ja shagaju po Moskve؛ من در سراسر مسکو قدم می‌زنم) یک فیلم ساخت اتحاد جماهیر شوروی به کارگردانی گئورگی دانلیا و محصول سال ۱۹۶۴ است که توسط استودیو Mosfilm تهیه شده‌است. نیکیتا میهالکوف، الکسی لوکتف، یوگنی استبلوف و گالینا پولسکیخ بازیگران آن هستند. این فیلم همچنین دارای نقش‌های کوتاه چهار هنرمند خلق اتحاد جماهیر شوروی است: رولان بایکوف، ولادیمیر باسوف، لو دوروف و اینا چوریکووا. تم معروف فیلم با اجرای میخالکوف توسط آهنگساز آندری پتروف نوشته شده‌است. این فیلم اولین بار در جشنواره فیلم کن ۱۹۶۴ به نمایش درآمد و برای فیلمبرداری جایزه گرفت.